# 微萍属
微萍属（学名：Wolffia），也称芜萍属，是浮萍科下的一个属。该属共有约10种，分布于热带和温带地区。